# Changan Mazda Automobile

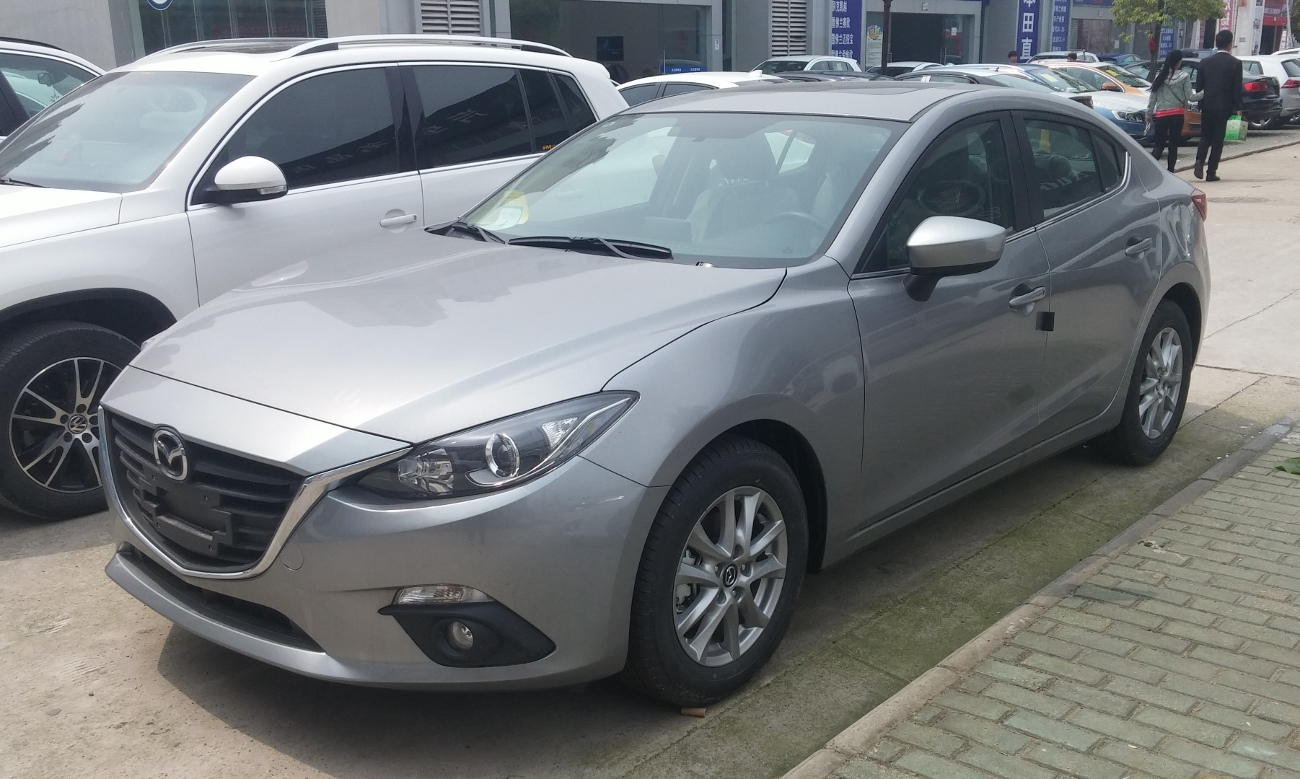
Mazda 3 Axela

Changan Mazda Automobile ist ein Hersteller von Automobilen aus der Volksrepublik China.

## Unternehmensgeschichte
Das Unternehmen wurde Ende 2012 gegründet. Beteiligt sind Chongqing Changan Automobile Company und Mazda mit jeweils 50 %. Der Sitz ist in Nanjing. Es ist eines der beiden Nachfolgeunternehmen von Changan Ford Mazda Automobile, während das andere Changan Ford Automobile ist. Die Produktion von Automobilen wurde fortgesetzt. Hergestellt werden Autos der Marke Mazda.

## Fahrzeuge
Das Unternehmen stellt Mazda 2 (bis 2015), 3, CX-5 (seit 2013) und CX-8 (seit 2018) her. Außerdem gibt das Unternehmen den CX-30 an.